# Dmîtrivka, Fastiv
Dmîtrivka (în ucraineană Дмитрівка) este localitatea de reședință a comunei Dmîtrivka din raionul Fastiv, regiunea Kiev, Ucraina.

## Demografie
Componența lingvistică a localității Dmîtrivka
     Ucraineană (96,13%)
     Rusă (2,86%)
     Alte limbi (1%)
Conform recensământului din 2001, majoritatea populației localității Dmîtrivka era vorbitoare de ucraineană (96,13%), existând în minoritate și vorbitori de rusă (2,86%).